# Primarias del Partido Republicano de 2008 en Nuevo México
Las asambleas republicanas de Nuevo México de 2008 fueron el 20 de mayo de 2008. 29 delegados estuvieron en juego.

## Resultados
| Candidato   | Voto popular | Porcentaje | Delegados |
| ----------- | ------------ | ---------- | --------- |
| John McCain | 95,263       | 85.97%     | 29        |
| Ron Paul    | 15,551       | 14.03%     | 0         |
| Total       | 110,814      | 100%       | 29        |